# S/2023 U 1
S/2023 U 1 es el satélite natural de Urano más pequeño y más débil conocido, con un diámetro de alrededor de 8 a 12 km. Fue descubierto el 4 de noviembre de 2023 por Scott S. Sheppard utilizando el telescopio Magallanes-Baade de 6,5 m en el observatorio Las Campanas, Chile, y posteriormente anunciado el 23 de febrero de 2024. Orbita a Urano en dirección retrógrada a una distancia promedio de aproximadamente 8 millones de km y tarda casi 2 años terrestres en completar su órbita.

## Descubrimiento
S/2023 U 1 fue descubierto el 4 de noviembre de 2023 por Scott S. Sheppard durante su búsqueda de satélites irregulares de Urano con el telescopio Magallanes-Baade en el observatorio Las Campanas, Chile. Sheppard pudo detectar este tenue satélite mediante una técnica similar al paneo, en la que tomó muchas imágenes del telescopio de larga exposición, las alineó y desplazó para seguir el movimiento de Urano, y luego las sumó para crear una única imagen profunda que muestra los satélites de Urano como puntos de luz contra estrellas y galaxias de fondo arrastradas. La aplicación de esta técnica a telescopios de gran apertura como Magallanes permitió a Sheppard explorar más profundamente los satélites que los estudios anteriores de satélites irregulares de Urano.
Para planificar observaciones de seguimiento de S/2023 U 1, Sheppard colaboró con Marina Brozović y Robert Jacobson para calcular predicciones para la órbita y las posiciones del satélite en otras fechas. Sheppard observó S/2023 U 1 con el telescopio Magallanes los días 6 y 13 de diciembre de 2023, y pudo rastrear el satélite hasta sus observaciones anteriores el 8 de septiembre y el 2 de diciembre de 2021. S/2023 U 1 fue confirmado y anunciado por el Centro de Planetas Menores el 23 de febrero de 2024, lo que elevó el número de satélites conocidos de Urano de 27 a 28. Es el primer satélite de Urano descubierto en los más de 20 años transcurridos desde el descubrimiento de Margarita en 2003.

## Órbita
S/2023 U 1 es un satélite irregular de Urano, ya que tiene una órbita distante, muy elíptica e inclinada. Los satélites irregulares están ligeramente limitados por la gravedad de Urano debido a su gran distancia del planeta, por lo que sus órbitas se ven frecuentemente perturbadas por la gravedad del Sol y otros planetas. Esto da como resultado cambios significativos en las órbitas de los satélites irregulares en cortos períodos de tiempo, por lo que una órbita elíptica kepleriana simple no puede describir con precisión los movimientos orbitales a largo plazo de los satélites irregulares. En cambio, se utilizan elementos orbitales adecuados para describir con mayor precisión las órbitas a largo plazo de satélites irregulares, ya que se calculan promediando la órbita perturbada durante un largo período de tiempo.
Durante un lapso de 800 años, desde 1600 hasta 2400, el semieje mayor o distancia orbital promedio de S/2023 U 1 desde Urano es de 7.98 millones de km, con un período orbital medio de 1.86 años (681 días). S/2023 U 1 tiene una excentricidad orbital promedio de 0,25 y una inclinación promedio de 144° con respecto a la eclíptica (el plano de la órbita de la Tierra). Dado que la inclinación orbital de S/2023 U 1 es superior a 90°, el satélite tiene una órbita retrógrada, lo que significa que orbita en la dirección opuesta a la órbita de Urano alrededor del Sol. Debido a las perturbaciones, los elementos orbitales del S/2023 U 1 fluctúan con el tiempo: su semieje mayor puede oscilar entre 7.97 a 7.98 millones de km, su excentricidad de 0,14 a 0,29 y su inclinación de 141° a 144°. La órbita de S/2023 U 1 exhibe precesión nodal con un período promedio de aproximadamente 5000 años terrestres y precesión absidal con un período promedio de aproximadamente 5100 años terrestres.
S/2023 U 1 es parte del grupo de Calibán, un grupo de satélites irregulares retrógrados de Urano que incluye a Stefano y al homónimo del grupo, Calibán. Los satélites de este grupo tienen elementos orbitales agrupados con semiejes mayores entre 7 y 8 millones de km, excentricidades entre 0,16 y 0,23 e inclinaciones entre 141° y 144°. Como todos los demás grupos de satélites irregulares, se cree que el grupo de Calibán se formó a partir de la destrucción de un satélite capturado más grande de Urano debido a impactos de asteroides y cometas, los cuales dejaron muchos fragmentos en órbitas similares alrededor de Urano.

## Características físicas
S/2023 U 1 es extremadamente débil, con una magnitud aparente promedio de 26,7, por lo que sólo pudo observarse con imágenes de larga exposición mediante telescopios de gran apertura como el telescopio Magallanes. No se sabe nada sobre las propiedades físicas de S/2023 U 1 aparte de su magnitud absoluta de 13,7, que puede usarse para estimar el diámetro del satélite. Suponiendo un rango de albedo geométrico de 0,04 a 0,10 que es típico de la mayoría de los satélites irregulares, S/2023 U 1 tiene un diámetro de entre 8 a 12 km. Sheppard estima que el diámetro es de 8 km, lo que, de ser correcto, convertiría a S/2023 U 1 en el satélite más pequeño conocido que orbita Urano.